# Acer crataegifolium
Acer crataegifolium  es una especie de árbol perteneciente a la familia de las sapindáceas. Es originaria de los bosques de las montañas del centro y el sur de Japón, en Honshū (Fukushima hacia el sur), Kyushu y Shikoku.

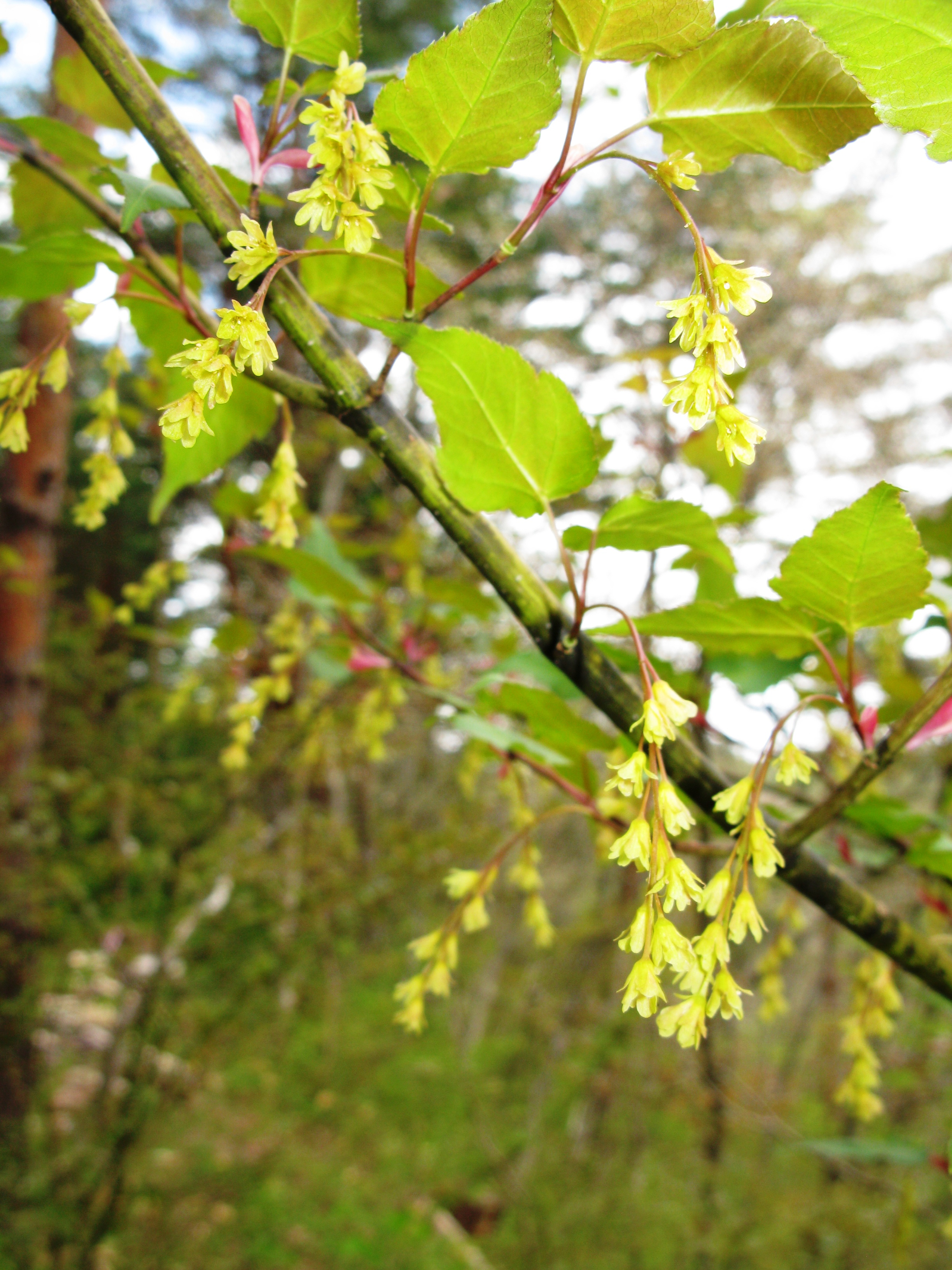
Detalle de la planta

## Descripción
Se trata de un pequeño árbol o arbusto caducifolio que crece hasta una altura de 5-10 m, con un tronco de hasta 30 cm de diámetro. La corteza es de color verde a verde-marrón, con estrechas rayas verticales de color blanco o gris claro, los brotes jóvenes son delgados, verdes a rojo-púrpura y los brotes maduros de color púrpura-rojo. La hojas tienen 5-8 cm (raramente a 15 cm) de largo y 4-7 cm de ancho, de color verde oscuro a verde azulado y, a menudo teñidas de rojizo por encima y verde más pálido por debajo, son ovado-triangulares, y puede ser unilobulada o con tres lóbulos; el pecíolo es de color rojo, de 2-3 cm de largo. Las flores son pequeñas de color amarillo, pálido, producido en racimos en forma de arcos de 3-5 cm de largo. El fruto es una disámara de 1-2 cm de largo, de color rosa o rojo y en la maduración marrón, con núculas de no más de 4 mm de ancho.

## Taxonomía
Acer crataegifolium fue descrita por Philipp Franz von Siebold & Joseph Gerhard Zuccarini y publicado en Abh. Math.-Phys. Cl. Königl. Bayer. Akad. Wiss. 4(2): 155 1845.
Etimología
Acer: nombre genérico que procede del latín ǎcěr, -ĕris = (afilado), referido a las puntas características de las hojas o a la dureza de la madera que, supuestamente, se utilizaría para fabricar lanzas. Ya citado en, entre otros, Plinio el Viejo, 16, XXVI/XXVII, refiriéndose a unas cuantas especies de Arce.
crataegifolium: epíteto latíno compuesto que significa "con las hojas de Crataegus.
Sinonimia
- Acer crataegifolium var. macrophyllum H.Hara
- Acer crataegifolium f. veitchii Schwer.[8]